# Zdeslav
Zdeslav (lateinisch Sedesclavus oder Sedesclaus; † 879) war ein südslawischer Knes und herrschte 864 sowie von 878 bis zu seinem Tod 879 über das Herzogtum Kroatien, das sogenannte Dalmatinische Kroatien.

## Leben
Zdeslav war der Sohn und Nachfolger von Trpimir I., dem Begründer der Trpimirović-Dynastie. Nach dem Tod seines Vaters im Jahre 864 wurde Zdeslav vom Usurpator Domagoj gestürzt und zusammen mit seinen Brüdern Petar und Muncimir ins Exil nach Konstantinopel gezwungen.
Nach dem Tode Domagojs kehrte er 878 mit Hilfe des Byzantinischen Reiches zurück nach Kroatien und stürzte Domagojs Nachfolger (wahrscheinlich Iljko). Als Gegenleistung akzeptierte er Kaiser Basileios I. Oberherrschaft über Kroatien.
Im Jahr 879 wurde er von Branimir, einem Verwandten (wahrscheinlich Sohn) Domagojs, und unterstützt von Johannes VIII. gestürzt und umgebracht.